# Molophilus (Molophilus) iyoanus
Molophilus (Molophilus) iyoanus is een tweevleugelige uit de familie steltmuggen (Limoniidae). De soort komt voor in het Palearctisch gebied.